# Ronald Langacker
Ronald W. Langacker (ur. 27 grudnia 1942 w Fond du Lac) – amerykański językoznawca, profesor Uniwersytetu Kalifornijskiego w San Diego w USA. Znany najbardziej jako współtwórca językoznawstwa kognitywnego i twórca gramatyki kognitywnej. 
W roku 1966 otrzymał tytuł doktorski, w latach 1966–2003 wykładał językoznawstwo na Uniwersytecie Kalifornijskim. 
Langacker przedstawił główne założenia swojej teorii gramatyki kognitywnej w dwutomowym dziele Foundations of Cognitive Grammar, od którego bierze swój początek językoznawstwo kognitywne. Zgodnie z tymi założeniami, każdy język, którym posługuje się człowiek, składa się wyłącznie z jednostek semantycznych, fonologicznych i symbolicznych (te ostatnie są złożeniem dwóch pierwszych). Zdaniem Langackera struktury językowe są wynikiem działania procesów kognitywnych, czego dowodem są owoce badań psychologii gestaltu.
W 2003 roku Uniwersytet Łódzki przyznał mu tytuł doktora honoris causa, a w 2019 zrobił to UMCS.